# Biltmore Hotel
Biltmore Hotel è una catena di alberghi creati dall'imprenditore John McEntee Bowman.
Il nome richiama la Dimora Biltmore della famiglia Vanderbilt, i cui palazzi e giardini sono attrazioni turistiche a Asheville, Carolina del Nord. Il nome è stato poi adottato da altri alberghi non correlati.

## Cuba
- Il Seville-Biltmore Hotel all'Avana venne creato da Bowman e Charles Francis Flynn nel 1919. È apparso nel film Il nostro agente all'Avana.

## Arizona
- Warren McArthur Jr. ed il fratello Charles McArthur insieme a Bowman aprirono l'Arizona Biltmore Hotel il 23 febbraio 1929.

## California
- Il Millennium Biltmore a Los Angeles venne aperto nel 1923, disegnato dagli architetti Schultze & Weaver. Appare nel film Ghostbusters e in altre serie televisive. Inoltre è l'ultimo posto dove venne vista viva l'attrice Elizabeth Short.
- Il Santa Barbara Biltmore a Santa Barbara ha aperto nel 1927. Il Four Seasons Hotel ha acquistato il Biltmore nel 1987.

## Delaware
- L'Hotel DuPont a Wilmington, nel Delaware, è controllato dalla compagnia Bowman-Biltmore Hotel e per un certo periodo aveva come nome DuPont-Biltmore Hotel.

## Florida
- Il Belleair Biltmore ha aperto nel 1897 come Belleair Hotel, e venne acquistato dalla catena nel 1920.
- Il Coral Gables Biltmore Hotel venne aperto nel 1926 da Bowman e George Edgar Merrick, a Coral Gables, in Florida. Venne utilizzato come ospedale durante la seconda guerra mondiale e come campus della scuola medica dell'Università di Miami fino al 1968. È ritornato ad essere un hotel nel 1987 sotto l'amministrazione della Seaway Hotels Corporation.

## Georgia
- L'Atlanta Biltmore Hotel aprì ad Atlanta, in Georgia nel 1924 con un costo di sei milioni di dollari, e venne gestito da William Candler, Holland Ball Judkins e Bowman.

## New York
- Il New York Biltmore Hotel è una parte del Grand Central Terminal, con il quale è connesso. Il 12 dicembre 1916 vi fu firmato il trattato con cui la Danimarca cedeva le Indie occidentali danesi agli Stati Uniti. Nel 1942 l'hotel fu il luogo di una serie di conferenze tenute da un gruppo di sionisti.
- Il Westchester Biltmore Country Club venne fondato da Bowman nella Westchester County, a New York.

## Rhode Island
- Il Providence Biltmore aprì nel 1922.